# Kalasmust
Kalasmust är ett namn på en läskedryck som tillverkats av Värnamo bryggeri i Värnamo.
Krönleins bryggeri i Jönköping har tillverkat den snarlika produkten Kalas Must (bland annat 1962). 
Med stavningen kalasmust är dock namnet mer känt som eufemism i tecknade serier för alkoholdrycker som vin eller whisky. 

## Eufemism i serievärlden

### Tintins äventyr
Kalasmust har främst använts i de första svenska översättningarna av Tintins äventyr. I serien dricker nämligen kapten Haddock mer än gärna whisky. I Sverige ansågs inte detta lämpligt, då alkoholdrycker hade ett dåligt rykte och svenska barn under denna tid helst skulle lära sig nykterhet. Därför såg man till att det som på originalspråket var whisky eller andra alkoholdrycker istället blev kalasmust, som kapten Haddock tyckte om att dricka.
Varför kaptenen och även hunden Milou, som smakar av drycken, blir yra i mössan av att dricka kalasmust i Enhörningens hemlighet är något motsägelsefullt. Den kritiskt sinnade läsaren inser dock att musten är en rusande dryck, så i det fallet motverkar teckningarna den alkoholpolitiskt korrekta "översättningen". I de tidiga översättningarna av Tintin kallades också rom för piratolja.